# Jan Ptak
Jan Adam Ptak (ur. 27 marca 1954 w Ukcie w woj. warmińsko-mazurskim) – polski historyk, mediewista, weksylolog. 

## Życiorys
Absolwent historii Katolickiego Uniwersytetu Lubelskiego. W 1977 uzyskał tytuł zawodowy magistra, broniąc pracy pt. Wojna polsko-krzyżacka w latach 1327-1332. Był asystentem Zygmunta  Sułowskiego. Doktorat w 1992 (Wojskowość średniowiecznej Warmii) i habilitacja w 2004 (Chorągiew w komunikacji społecznej w Polsce piastowskiej i jagiellońskiej) tamże. Od 2004 jest kierownikiem Katedry Historii Średniowiecznej Instytutu Historii KUL. Zajmuje się dziejami dawnej wojskowości oraz naukami pomocniczymi historii. 

## Wybrane publikacje
- Weksylologia polska. Zarys problematyki, Warszawa - Bellerive-sur-Allier 2016.
- Chorągiew w komunikacji społecznej w Polsce piastowskiej i jagiellońskiej, Lublin: Wydaw. KUL 2002.
- Wojskowość średniowiecznej Warmii, Olsztyn: OBN 1997.